# Niels Iuel
 Der er flere personer med dette navn, se Niels Juel (flertydig).
Niels Iuel (Juel) (født 13. oktober 1924 på Meilgaard, død 10. februar 2001 sammesteds) var en dansk godsejer.
Han var søn af Christian Juel og Kate Harriet  født Treschow. Han blev uddannet forstkandidat, og fra 1959 ejede han Meilgaard og Østergaard. Han blev hofjægermester.
Han var gift med Sylvia Wendela Pretoria jonkvrouwe van Lennep (født 15. november 1932 i Pretoria), datter af gesandt Willem Frederik jonkheer van Lennep og Cécile Marie Roosmale Nepveu. 
Han er begravet på Glesborg Kirkegård.